# Dasdeo
Dasdeo (ou Dasdewo) est une localité du Cameroun située dans l'arrondissement de Gazawa, le département du Diamaré et la région de l’Extrême-Nord. Elle fait partie du canton de Gazawa rural.

## Population
En 1975, la localité comptait 99 habitants, dont 20 Peuls et 79 Mofu.
Lors du recensement de 2005, on y a dénombré 330 personnes, dont 142 hommes et 188 femmes.